# Steve McMahon
Stephen Joseph McMahon (Halewood, 20 augustus 1961) is een Engels voormalig voetballer die als centrale middenvelder voor Everton, Liverpool, Aston Villa en Manchester City uitkwam. McMahon won drie Engelse landstitels en twee keer de FA Cup met Liverpool.

## Clubcarrière
McMahon begon zijn carrière bij Everton, de stadsrivaal van Liverpool. Na drie seizoenen verhuisde hij naar Aston Villa, waar hij twee seizoenen actief was en vrijwel altijd speelde. In de zomer van 1985 tekende McMahon bij Liverpool, waarmee hij zijn grootste successen beleefde. McMahon stond in maart 2015 op de 39ste plaats in een lijst van beste spelers van Liverpool volgens de Britse krant The Telegraph, vóór gewezen ploegmakker Alan Kennedy. Na zes jaar verruilde hij Liverpool voor toenmalig laagvlieger Manchester City, waarmee hij twee jaar uitkwam in de Premier League. Hij beëindigde zijn loopbaan in 1998 bij tweedeklasser Swindon Town als speler-coach.

## Erelijst
Liverpool FC
- Football League First Division

1986, 1988, 1990
- FA Cup

1986, 1989
- FA Charity Shield

1986, 1988, 1989, 1990

## Interlandcarrière
Steve McMahon speelde 17 interlands in het Engels voetbalelftal van 1988 tot 1990  en werd opgeroepen voor het Europees kampioenschap voetbal 1988 in de Bondsrepubliek Duitsland. Engeland werd echter uitgeschakeld na de groepsfase. Twee jaar later werd McMahon geselecteerd voor het wereldkampioenschap voetbal 1990 in Italië, waar hij een ongelukkige invalbeurt kende tegen Ierland. In de tweede helft en bij een 1-0 voorsprong voor Engeland, was een mindere balcontrole van McMahon aan de rand van het Engelse zestienmetergebied de aanleiding tot een Iers doelpunt. Meteen erna trapte de Ier Kevin Sheedy namelijk het leer voorbij Peter Shilton in doel. McMahon was pas tussen de lijnen gekomen als vervanger voor Peter Beardsley.

## Trainerscarrière
McMahon was speler-coach van Swindon Town van 1994 tot 1998. Twee jaar na zijn vertrek bij Swindon Town werd hij aangesteld als nieuwe manager van Blackpool, waarmee hij twee keer de Football League Trophy won; in 2002 en 2004. Voorts promoveerde hij met Blackpool naar de Football League Second Division, de Engelse derde klasse.
McMahon was ook enkele maanden coach van het Australische Perth Glory in het voorjaar van 2005.